# The Scorpions (Manchester)
The Scorpions ist eine Beatmusik-Band aus Manchester, die in den 1960er und 1970er Jahren in den Niederlanden sehr erfolgreich war. Die Band gründete sich mehrfach wieder und ist seit 2004 wieder mit mehreren Originalmitgliedern aktiv.

## Bandgeschichte

### 1961–1967
1961 wurde die Band von Sänger Peter Lewis in Manchester gegründet. Ein Erfolg in England war ihnen allerdings nicht beschert angesichts der großen Zahl an Beatbands im Raum von Manchester.
Die Gitarren übernahmen in der Anfangszeit die beiden Cousins Anthony Harold Postill und Joseph Rodney Postill, der Bass wurde von Tony Briley gespielt und das Schlagzeug bediente Mike Delaney. Dieses Line-up spielte einige Male im Cavern Club, wo auch The Beatles ihre ersten Auftritte hatten. Auf dem übersättigten Plattenmarkt von Großbritannien hatten sie als neue Beat-Band allerdings keine Chance.
Wie andere Beat-Bands vor und nach ihnen versuchten sie ihr Glück im benachbarten Ausland und spielten vor allem in den Niederlanden, wo sie für den Promoter Jan Vis in Den Bosch auftraten. Die erste, noch erfolglose Single Bye Bye Johnny (eine Coverversion von Chuck Berry), mit der B-Seite Rip It Up, erschien im August 1964. Weitere Singles folgten, meist Coverversionen von Rock-’n’-Roll-Größen, wie Ray Charles und Richie Barrett, aber auch von Beat-Bands, wie The Hollies. Noch im gleichen Jahr verließ Briley die Gruppe, Rodney Postill übernahm daraufhin den Bass und die Band nahm den Leadgitarristen Terry Morton in die Gruppe auf. Morton hatte vorher u. a. bei Wayne Fontana and the Mindbenders gespielt.
Hello Josephine, die nächste Single und eine Coverversion von Fats Domino, brachte endlich den ersehnten Erfolg. Es konnte sich 1965 33 Wochen lang in den Charts platzieren, davon 13 in den Top 10. Auch die nächste Single, eine Ballade namens Ann-Louise, platzierte sich in den Top 40. Das Debütalbum, Hello Josephine, eine Zusammenstellung aller Singletracks, erschien noch im gleichen Jahr. Mike Delaney schied aus der Gruppe aus, um sich Welder anzuschließen. Ein weiterer ehemaliger Musiker von Wayne Fontana & The Jets namens Ian Lucas übernahm das Schlagzeug. Die nächste Single, ein Cover des traditionellen Stückes Greensleeves, mit dem schon The Country Gentlemen und später The Lords einige Erfolge feierten, wurde ihr nächster großer Erfolg.
Nachdem Mitte 1965 ihre Arbeitsgenehmigung ausgelaufen war, traten die Postill-Cousins und Morton aus der Gruppe aus. Mit Dave Vernon (Bass) und Graham Lee (ex-The Chancellors, Gitarre) wurde schnell Ersatz gefunden. Zusätzlich stieg Organist Roy Smithson an der Hammond-Orgel ein. Nach einigen Proben kehrten sie in die Niederlande zurück, diesmal nach Bergen. Zusammen mit The Golden Earrings traten sie in der Tiener Top Show im niederländischen Fernsehen auf. Kurz danach erschien das zweite Album, Climbing the Charts, das sich mehr am Rock und Rhythm and Blues orientierte. Mit Baby Baby Balla Balla, einem Cover der deutschen Beat-Band Rainbows, waren The Scorpions ein weiteres Mal in den Charts vertreten, diesmal auf Platz #17.
Anfang 1966 kehrten The Scorpions wieder nach England zurück, gingen aber etwas später wieder in die Niederlande. In Wernhout im Süden der Niederlande fanden sie eine neue Heimat. Als sich kein neuer Erfolg einstellen wollte, benannte ihre Plattenfirma CNR sie kurzerhand in The New Scorpions um, konnten aber auch so keinen Erfolg beiführen. So wechselten sie nach nur einer Single wieder zum alten Namen zurück. 1966 erschien mit Keep in Touch with the Scorpions das dritte Album. Nach einer Tour stieg Dave Vernon aus. Ein neues Line-up hielt nur wenige Wochen, da die Band ausgewiesen wurde. Sie hatten ihre Arbeitsgenehmigung überzogen. Nach der Rückkehr lösten sie sich auf.

### Reunion 1977–1979 / 1984
1977 kam es zu einer Rückkehr der Band in der Zusammensetzung aus Line-up Peter Lewis, Graham Lee, Roy Smithson und Tommy Unthank, ergänzt um Dave Robin am Bass. Der neue niederländische TV-Sender Veronica überredete die Band zu einem Playback-Auftritt mit Hello Josephine in der Show The Day the Music Died. Im Anschluss wurde das Lied wieder veröffentlicht und stieg in den niederländischen Top 10 auf Platz #9 ein. Roy Smithson, Tommy Unthank und Cedric Terry, die auf einen neuen Erfolg und die Tour nicht vorbereitet waren, mussten die Band verlassen. Mit Dave Robin (Bass) und Max Hardy (Schlagzeug) wurde schließlich Ersatz gefunden. 10 Jahre nach Auflösung erschien nun ein neues Album auf dem Telstar-Label. My Own Way to Rock bestand vor allem aus Neueinspielungen ihrer alten Hits und einigen Coverversionen. Nach einigen Auftritten und diversen Singles löste sich die Band 1979 wieder auf. Max Hardy verstarb 2001 bei einem Unfall im Haushalt.
1984 kehrte die Band ein zweites Mal zurück. Einige Proben fanden statt, doch Sänger Peter Lewis erkrankte am Magenkrebs und verstarb am 2. Januar 1984. Er wurde vom Arzt Harold Shipman (Doctor Death) behandelt, der zwischen 1980 und 1998 eine unbekannte Anzahl seiner Patienten ermordete. Schätzungen gehen von etwa 215 Menschen aus. Ob Lewis ein Opfer des Doktors wurde oder ob er auch ohne dessen Zutun gestorben wäre, ist nicht vollständig geklärt.

### Wiedervereinigung 2004
Bei einem Wiedertreffen mit früheren Bandmitgliedern 2004 entschlossen sich Gitarrist Graham Lee und Schlagzeuger Ian Lucas, es noch einmal zu versuchen. Zusammen mit Neuling Tom Morgan am Bass spielten sie im März 2006 zum ersten Mal nach fast 30 Jahren wieder als „The Scorpions“. Der Erfolg überzeugte Roy Smithson sich ihnen wieder als Keyboarder anzuschließen. Schließlich erschien 2006 ein Comeback-Album mit dem Titel The Scorpions Now. Graham Lee und Tom Morgan übernahmen den Gesang für ihren verstorbenen Bandkollegen. An der Reunion waren außerdem Ian Lucas, Tom Morgan und Roy Smithson beteiligt. Die Band spielt seitdem live.
Im Oktober 2010 entschloss sich Ian Lucas, auszutreten. Nun übernahm Tommy Unthank seinen Schlagzeugposten, genau wie Ende 1965. Im Frühjahr 2011 arbeiteten The Scorpions an einem neuen Album mit 20 neuen Songs, The End of the Tail. Es erschien am 1. Juni 2011.

## Diskografie
Singles (Auswahl)
- 1964: Bye Bye Johnny
- 1964: Sweet and lovely
- 1965: Hello Josephine
- 1965: Ann-Louise
- 1965: Greensleeves
- 1965: Baby Baby Balla Balla

Langspielplatten
- 1965: Hello Josephine
- 1965: Climbing the Charts
- 1966: Sweet and Lovely (repackage van Climbing the Charts)
- 1966: Keep in Touch with The Scorpions
- 1978: My Own Way to Rock

CDs
- 1997: The Scorpions
- 1998: Hello Josephine – The Complete Collection
- 2005: Hello Josephine / Climbing the Charts
- 2007: The Scorpions Now
- 2011: The End of the Tail